# Mike Feldman
Myer Feldman, conosciuto come Mike Feldman (Filadelfia, 22 giugno 1914 – Bethesda, 1º marzo 2007) è stato un politico statunitense, consulente giuridico della Casa Bianca nelle amministrazioni di Kennedy e Johnson. Laureato in legge, è stato nell'Air Force americana durante la seconda guerra mondiale e ha poi partecipato alla campagna elettorale di Kennedy nel 1957.
Sotto Kennedy fu incaricato di raccogliere informazioni negative su Richard Nixon durante la campagna elettorale di Kennedy, oltre ad aiutare con la scrittura di discorsi e interviste televisive. I suoi file su Nixon divennero noti collettivamente come "Nixopedia". Si è occupato anche di questioni agricole e di relazioni estere sul tema della vendita di armi nucleari, incontrandosi spesso in segreto con il primo ministro israeliano David Ben Gurion e il ministro degli Esteri Golda Meir. Era noto per i distici in rima usati quando lui e Theodore C. Sorensen, al quale successe come consigliere della Casa Bianca, si scambiarono promemoria.Nel 1964 il New York Post lo definì "l'uomo anonimo della Casa Bianca".
Dopo l'assassinio di Kennedy, Johnson mantenne Feldman per compiti simili contro il rivale elettorale Barry Goldwater. Dopo essersi ritirato dal servizio governativo nel 1965, Feldman fondò uno studio legale che si occupava di questioni legali alla radio e presiedette i comitati delle Olimpiadi Speciali. In questo ruolo, ha creato il "Consiglio presidenziale sul ritardo mentale" ed è stato fondamentale per l'organizzazione iniziale dell'evento. Fu anche critico letterario e drammaturgo.

## Biografia
Feldman è nato a Filadelfia, in Pennsylvania, nel 1914. Entrambi i suoi genitori erano nati in Ucraina ed erano arrivati negli Stati Uniti tre anni prima. Ha frequentato il Girard College (che nonostante il suo nome è una scuola superiore (poiché le scuole superiori nella prima metà del 19º secolo erano talvolta chiamate college). Ha lavorato brevemente per un'azienda di coperture prima di vincere una borsa di studio alla Wharton School of Finance presso l'Università della Pennsylvania. Da studente ha aiutato l'allenatore di football della Penn Harvey Harman a esplorare le squadre avversarie. Si è laureato in giurisprudenza nel 1938 presso la University of Pennsylvania Law School, e lì iniziò ad insegnare la materia fino allo scoppio della seconda guerra mondiale.